# Choi Yong-hee
Choi Yong-hee (ur. 25 czerwca 1971) – południowokoreański narciarz alpejski, uczestnik Zimowych Igrzysk Olimpijskich 1992 w Albertville.

## Osiągnięcia

### Igrzyska olimpijskie
| Miejsce | Dzień     | Rok  | Miejscowość | Konkurencja | Czas biegu  | Strata   | Zwycięzca            |
| ------- | --------- | ---- | ----------- | ----------- | ----------- | -------- | -------------------- |
| 39.     | 9 lutego  | 1992 | Albertville | Zjazd       | 2:04,85 min | +14,48 s | Patrick Ortlieb      |
| 32.     | 11 lutego | 1992 | Albertville | Kombinacja  | ?           | ?        | Josef Polig          |
| 62.     | 16 lutego | 1992 | Albertville | Supergigant | 1:22,75 min | +9,71 s  | Kjetil André Aamodt  |
| DNF2    | 18 lutego | 1992 | Albertville | Gigant      | -           | -        | Alberto Tomba        |
| 40.     | 22 lutego | 1992 | Albertville | Slalom      | 2:03,05 min | +18,66 s | Finn Christian Jagge |